# Poul Rasmussen (arkivar)
 For alternative betydninger, se Poul Rasmussen. (Se også artikler, som begynder med Poul Rasmussen)
Poul Rasmussen (født 24. maj 1909 i Vor Frue Sogn i Aalborg, død 2. maj 1994 var en dansk arkivar og historisk skribent.

## Familie
Rasmussen blev født i Aalborg i 1909 som søn af Rasmus Jensen Rasmussen (1877-1929) og Signe Marie Jørgensen (1881-1965). Faren var postekspedient og blev senere postkontrollør, moren var telegrafist.
Han blev gift i 1965 med registrator Aase Rosenberg Madsen, født Rasmussen (1910-1979).

## Karriere
Han blev student fra Aalborg Katedralskole i 1927 og studerede i nogle år ved Københavns Universitet og igen senere ved Aarhus Universitet.
Rasmussen levede i mange år som historisk forfatter. Fra 1962 til 1979 var han arkivar ved Landsarkivet for Nørrejylland i Viborg 1962-1979. Han forskede i landboforhold i Danmark, næsten udelukkende i Jylland, fra senmiddelalderen til 1600-tallet.
Rasmussen blev udnævnt til ridder af Dannebrog i 1980.